# Albert Gollwitzer
Albert Gollwitzer (* 21. April 1876 in Ullersricht; † 11. August 1964 in Wollmetshofen) war ein deutscher Maschinenbauingenieur und Eisenbahnbeamter.

## Leben und Beruf
Nach dem 1894 am Realgymnasium Nürnberg absolvierten Abitur leistete der Sohn des evangelischen Guts- und Fabrikbesitzers Karl Gollwitzer zunächst als Einjährig-Freiwilliger im 14. Infanterie-Regiment „Hartmann“ der Bayerischen Armee seinen Militärdienst ab. Anschließend studierte er an der Technischen Hochschule München von 1895 bis 1900 Maschinenbau, unterbrochen von einem einjährigen Praktikum bei MAN. Während seines Studiums wurde er beim Corps Palatia München aktiv. Zum 1. November 1901 trat er als maschinentechnischer Praktikant in den Dienst der Königlich Bayerischen Staatseisenbahnen. Bis 1903 wurde er als Praktikant an verschiedenen Orten in kurzer Folge eingesetzt, unter anderem in der Centralwerkstätte München, der Betriebswerkstätte in Weiden in der Oberpfalz und der Generaldirektion in München. Am  22. Dezember 1903 absolvierte er erfolgreich die Staatsprüfung für den höheren maschinentechnischen Dienst.
Zunächst leistete Gollwitzer an verschiedenen Bahnhöfen Stationsdienst, bis er ab 1. August 1905 mit der Leitung der Betriebswerkstätte Weiden betraut wurde. Zwei Jahre später wechselte er zur Betriebswerkstätte Regensburg und 1909 als Vorstand zur Schwelleninspektion Kirchseeon. Bei Ausbruch des Ersten Weltkriegs leitete er als Vorstand die Werkstätteninspektion IV in Nürnberg. Während des Krieges diente er als Reserveoffizier im 21. Bayerischen Infanterie-Regiment „Großherzog Friedrich Franz IV. von Mecklenburg-Schwerin“, zuletzt als Hauptmann der Reserve.
Nach dem Übergang der Bayerischen Staatsbahnen auf die 1920 gegründete Deutsche Reichsbahn blieb Gollwitzer im Eisenbahndienst. 1923 übernahm er die Leitung des Ausbesserungswerks Nürnberg, Ende 1924 wechselte er in gleicher Funktion zum Ausbesserungswerk Neuaubing, 1930 übernahm er das Ausbesserungswerk München-Freimann. 
Mit der „Machtergreifung“ der NSDAP stieg Gollwitzer, der bereits vor 1933 die NSDAP unterstützt hatte, schnell auf. Er profitierte davon, dass die Führungsebene der Reichsbahn – um die innere Autonomie zu sichern – bereit war, den neuen Machthabern bei der Besetzung von Posten und der Umsetzung der nationalsozialistischen Politik in der Reichsbahn weit entgegenzukommen. Generaldirektor Julius Dorpmüller beförderte bereitwillig „Alte Kämpfer“ und NSDAP-Sympathisanten, um seine Position zu sichern. Gollwitzer, der zum 1. Mai 1933 der NSDAP beigetreten war (Mitgliedsnummer 1.925.993), übernahm zunächst zum 1. Juli 1933 ein maschinentechnisches Dezernat bei der Reichsbahndirektion Nürnberg und bereits am 12. August des gleichen Jahres die kommissarische Leitung der Direktion. Dorpmüller übertrug ihm zugleich die Funktion des bayerischen Vertreters im Reichsbahn-Vorstand als Nachfolger des in den Ruhestand versetzten Anton Löhr. Ab 1. Oktober 1933 übernahm Gollwitzer die Reichsbahndirektion München als Präsident, unter Beibehaltung seiner Position als Mitglied des Reichsbahn-Vorstands. Mit der Rückübertragung der Reichsbahn in die direkte Reichsverwaltung durch das Gesetz zur Neuregelung der Verhältnisse der Reichsbank und der Deutschen Reichsbahn verlor Gollwitzer im Februar 1937 seinen Vorstandsposten, blieb aber Präsident der Münchner Eisenbahndirektion.
In München begann unter Gollwitzer ab 1937 der Ausbau der Eisenbahnanlagen nach den Vorstellungen von Adolf Hitler für die Hauptstadt der Bewegung. Bis Kriegsausbruch wurde von den S-Bahn-Planungen allerdings nur wenig umgesetzt. Zu den weiteren Aktivitäten Gollwitzers gehörte die Unterstützung des Regisseurs Willy Zielke bei den Dreharbeiten zum Film „Das Stahltier“.
1940 bekam er von der Technischen Hochschule München die Ehrenbürgerwürde verliehen.
Die Transportkrise im Russlandfeldzug führte 1942 zu einem umfangreichen Revirement bei der Deutschen Reichsbahn und im Reichsverkehrsministerium. Auf Betreiben vor allem  von Albert Speer ersetzte Reichsverkehrsminister Dorpmüller nicht nur seinen Staatssekretär Wilhelm Kleinmann durch den wesentlich jüngeren Albert Ganzenmüller, auch mehrere Vorstandsmitglieder und Direktionspräsidenten wurden in den Ruhestand geschickt und durch jüngere Männer ersetzt. Albert Gollwitzer wurde am 1. Oktober 1942 durch den Blutordensträger Otto Gümbel ersetzt und in den Ruhestand verabschiedet, den er formell am 1. Januar 1943 antrat. Nach dem Krieg lebte Gollwitzer zunächst in seinem Heimatdorf Ullersricht. 1947 wurde er durch die Spruchkammer in Neustadt an der Waldnaab im Rahmen der Entnazifizierung in die Gruppe IV („Mitläufer“) eingestuft, was die Hauptkammer München-Stadt 1949 bestätigte. Seine letzten Lebensjahre verbrachte er ab 1960 in dem in Schloss Elmischwang bei Wollmetshofen eingerichteten Altersheim.
Das Bahn-Sozialwerk (BSW) betreibt bei Georgenberg im Oberpfälzer Wald ein Erholungsheim, das bis 2021 nach Albert Gollwitzer als Freizeithaus Albert Gollwitzer Hütte bezeichnet wurde. Aufgrund des „politischen Hintergrunds“ erhielt das Heim den im Volksmund gebräuchlichen Namen Rehberghütte 2021 auch offiziell.